# Paul Oszmella

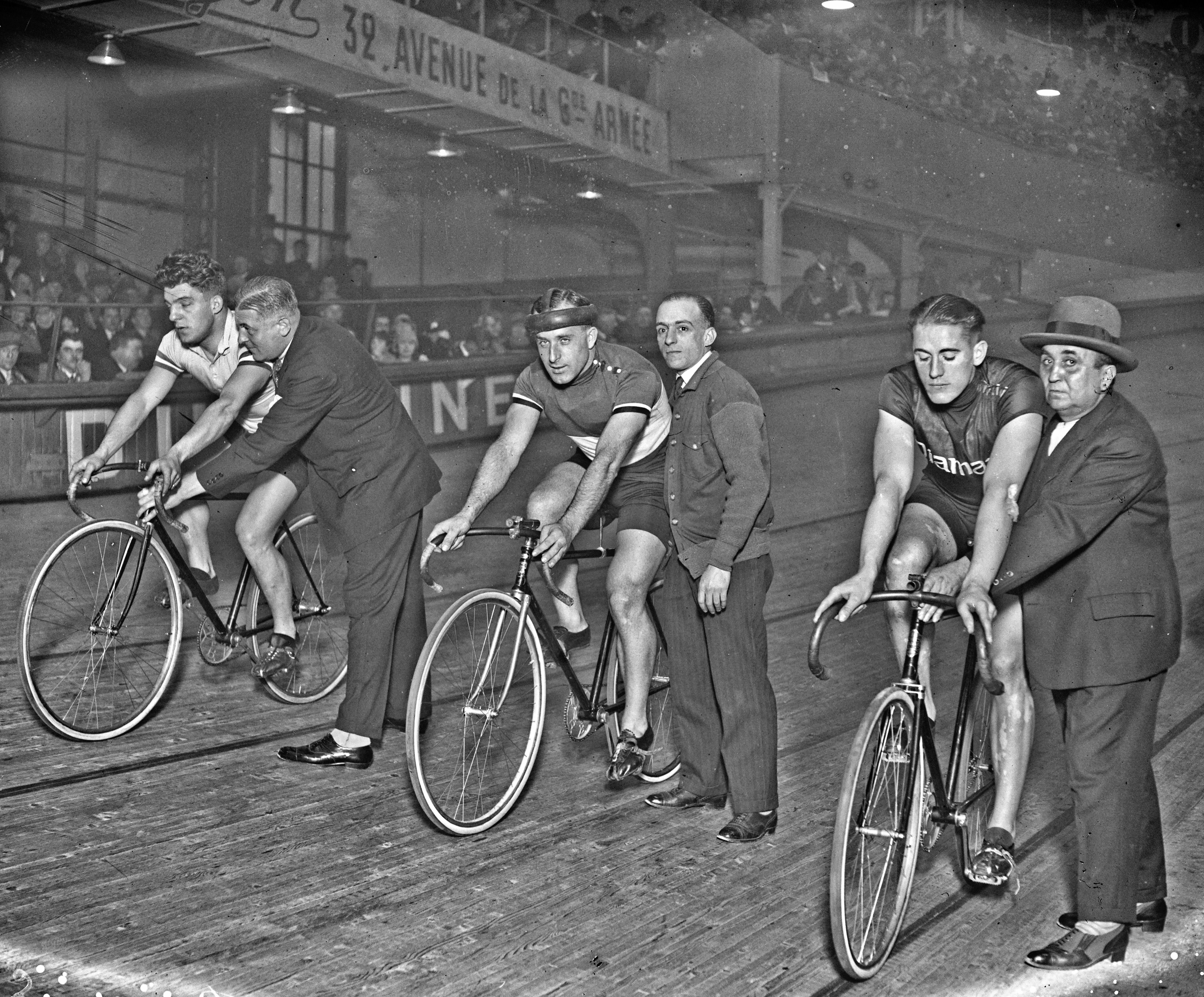
Avanti Martinetti, Mario Bergamini et Paul Oszmella, Grand Prix de l'Armistice, au Vél' d'Hiv', 11-11-1928

Paul Oszmella, né le 25 novembre 1903 à Cologne et mort le 16 avril 1967 à Bonn est un coureur cycliste allemand.

## Biographie
Paul Oszmella, issu d'une famille aisée, est né dans la rue "Unter Krahnenbäumen" dans le quartier d'Eigelstein à Cologne.
Il débute comme coureur amateur sur route en 1920. En 1921, Il fonde avec les frères Krewer, le club cycliste RC Adler Köln (de) qu'il préside. Il se tourne vers la piste en 1922. En 1923, l'équipe nationale allemande est entièrement composée de coureurs Adler.
Il remporte trois fois la course à l'américaine pour amateurs Silberner Adler organisée par le RC Adler, avec Paul Krewer en 1922 et 1923 et en 1926 avec Ludwig Schorn .  
Paul Oszmella remporte le championnat allemand de vitesse amateur à trois reprises. Il est l'un des coureurs allemands les plus rapides après la Première Guerre mondiale.   
Comme Mathias Engel, Paul Krewer, Gottfried Hürtgen et Viktor Rausch (de), Il est managé par Ernst Berliner (de). Il participe avec Peter Steffes à des courses en tandem.  
Oszmella fait une lourde chute dans le Grand Prix de Paris 1925 et dispute le Grand Prix de l'UVF amateur en 1926.  Il termine deuxième en 1926 dans le Grand Prix de Paris amateur derrière Mathias Engel.  
En 1926, il devient champion d'Allemagne de poursuite par équipe avec l'équipe du RC Adler Köln, composée de lui-même, de Peter Steffes, Mathias Engel, Jean Schorn, Viktor Rausch (de) et Paul Hanf.  
Il devient professionnel fin 1926 et signe chez Diamant. Il  termine trois fois deuxième du championnat d'Allemagne (1927, 1928, 1930).
En juin 1928, à Cologne, il bat le record du monde du kilomètre en 1' 12" 4/10,.
Il participe à des courses de six jours : Berlin en 1926 avec Jean Schorn, Cologne en 1928, en 1930 avec Meyer, en 1931 avec Janus Braspennincx , en 1932 et 1933 avec Schorn. 
Paris-Midi indique qu'« il est le sprinter allemand qui a remporté le plus de victoire pendant la saison d'été 1930 à Berlin ». 
En 1935, il met fin à sa carrière sportive après une mauvaise chute sur le vélodrome de Duisbourg où il subit une double fracture du crâne.   
Il préside l'association des coureurs professionnels allemands pendant de nombreuses années. En 1950, il crée une école de formation pour la région de Cologne, où de jeunes coureurs sont formés et ont la possibilité de concourir.

## Palmarès sur piste

### Championnat d'Allemagne
- Champion d'Allemagne sur 25 km : 1922, 1925[4].
- Champion d'Allemagne de vitesse amateurs : 1923, 1924 et 1925

### Grand Prix
- Grand Prix Waldorf-Astoria à Cologne : 1924[15]
- Grand Prix de Copenhague amateurs :  1925
- 2e du Grand Prix de Paris (amateurs) : 1926
- 2e du Grand Prix de Buffalo : 1928[16]

### Autres
- Silberner Adler Cologne : 1922, 1923 et 1926
- Vainqueur de la Roue d'or de Dresde : 1927, 1928
- Américaine avec Peter Steffes à Nantes : 1931[17]

## Vie privée
Il se marie le 31 octobre 1928 et se remarie avec E. Van Geloven en 1934.